# Friedrich Boetzel

Boetzel unterstanden die Funkabhörstellen des Oberbefehlshabers Südost (1941).

Friedrich Hugo Paul Boetzel (* 21. Mai 1897 in Braunschweig; † 23. Juni 1969 in Bad Neuenahr-Ahrweiler) war ein Offizier der Wehrmacht und Brigadegeneral des Heeres der Bundeswehr. Während des Zweiten Weltkriegs diente er im Geheimen Funkmeldedienst der Abwehr im Oberkommando der Wehrmacht (OKW). Sein Deckname dort war „Bernhard“.

## Leben
Am 28. Juni 1915 begann Boetzel die Grundausbildung im Ersatzbataillon des Fußartillerieregiments 3 in Mainz. 1916 war er Geschützführer, Beobachter und Fernsprechunteroffizier im Fußartilleriebataillon 42 an der Westfront. Anfang 1917 wurde er Zugführer Nachrichtentrupp Reservefernsprechabteilung 12 an der Westfront. Im zweiten Quartal 1917 besuchte er den Fahnenjunker- und Funklehrgang Armee-Fernsprechabteilung 14 an der Westfront und wurde anschließend bis April 1918 Führer eines Fernsprechzuges, Abteilungsführer Divisionsfernsprechabteilung 508 an der Westfront. Am 13. September 1917 erfolgte die Ernennung zum Leutnant mit Rangdienstalter 1. Juli 1916. Danach war er bis Ende 1918 Adjutant und Fernsprechreferent Gruppen-Nachrichtenkommandeur 605 an der Westfront, von Januar bis Juli 1919 Abteilungsführer im Grenzschutz der Freiwilligen Grenz-Nachrichtenabteilung 3 in Schlesien, im August und September 1918 Adjutant und Lehrer der Nachrichtenschule 8 in Dresden.
Von Oktober 1919 bis September 1920 war Boetzel Adjutant in der Brigadenachrichtenabteilung 12 in Dresden, von Oktober bis Dezember 1920 Adjutant der Nachrichtenabteilung 19 in Dresden, von Januar 1921 bis September 1921 Adjutant der Nachrichtenabteilung 4 in Dresden, von Oktober 1921 bis September 1922 im Reitschulkommando Kavallerieschule Hannover und von Oktober 1922 bis September 1924 Kompanieoffizier in der Nachrichtenabteilung 4 in Dresden. Währenddessen besuchte er von Mai bis August 1924 besuchte er den Offizierwaffenschullehrgang in Ohrdruf. Im Oktober 1924 wurde er Adjutant der höheren Offiziere der Nachrichtentruppen im Gruppenkommando 1 in Berlin, im Dezember 1924 Kompanieoffizier in der Nachrichtenabteilung 2 in Stettin und im April 1925 Führer der H-Stelle und Kompanieoffizier der Nachrichtenabteilung 7 in München. Am 1. April 1925 wurde er zum Oberleutnant befördert.
Von Dezember 1926 bis September 1929 war er Nachrichtenlehrer an der Infanterieschule in Dresden und anschließend bis September 1932 Adjutant der Nachrichtenabteilung 3 in Bad Cannstatt, danach bis September 1933 Kompaniechef in der Nachrichtenabteilung 3 in Potsdam, wo er am 1. November 1932 zum Hauptmann ernannt wurde, und dann Kompaniechef der H-Lehr- und Versuchskompanie in Göttingen.
Im Juli 1934 wurde Boetzel Leiter der Chiffrierstelle (Gruppenleiter II der Abwehrabteilung im Reichskriegsministerium), später Chiffrierabteilung (OKW/Chi) im Oberkommando der Wehrmacht (OKW) und am 1. August 1936 zum Major ernannt. Im Zeitraum August 1936 bis Dezember 1938 übte er einen achtmonatigen Sonderauftrag im Spanienfeldzug aus.
Im September 1939 wurde Boetzel Kommandeur der Nachrichtenabteilung 193 (Westwall), am 1. Dezember 1939 zum Oberstleutnant ernannt und im März 1940 Kommandeur der Korpsnachrichtenabteilung 463. Im Februar 1940 wurde er aufgrund einer Verwundung in die Führerreserve versetzt und wurde im Juli 1940 Kommandeur der Panzerkorpsnachrichtenabteilung 440. Im Juni 1940 wurde er bei der Versenkung des Schweren Kreuzers Blücher verwundet. Von Oktober 1940 bis Mai 1941 war er Nachrichtenoffizier bei der deutschen Gesandtschaft in Budapest in Ungarn und wurde im Juni 1941 Kommandeur (R) der Horchtruppen Südost in Athen in Griechenland. Im Januar 1942 wurde er Kommandeur (R) Deutscher Wehrmachtsnachrichtenführer in Italien, am 1. März 1942 zum Oberst ernannt und im März 1943 Armeenachrichtenführer im Armeeoberkommando 6. Ab Dezember 1944 war er General der Nachrichtenaufklärung im Oberkommando des Heeres (OKH/GdNA) in Zossen. Vom 9. Mai 1945 bis 18. Juni 1945 befand er sich in Kriegsgefangenschaft.
Von Juli bis Oktober 1945 war Boetzel kaufmännischer Angestellter in der Weinkellerei in Essen-Werden, von November 1945 bis Januar 1948 beim Textilgroßhandel Straten & Co. in Essen und vom Februar 1948 bis Januar 1949 beim Charmierverlag in Essen. 
Von Februar 1949 bis Mai 1956 leitete Boetzel eine Außenstelle der Organisation Gehlen bzw. ab 1. April 1956 des Bundesnachrichtendienstes. 
Zum 1. Mai 1956 wurde er als Brigadegeneral in die Bundeswehr übernommen und erhielt die Führung über die in Ahrweiler neu gegründete Dienststelle für Fernmeldeaufklärung und Schlüsselwesen, die in seiner Dienstzeit zur Fernmeldedienststelle der Bundeswehr umgewandelt wurde. Mit Ablauf des 30. September 1960 wurde Boetzel in den Ruhestand versetzt.
Im Bundesarchiv existiert eine Personalakte mit der Laufzeit 1951 bis 1960, die Boetzel als Angehörigen des Bundesnachrichtendienstes (Angestellter, I BAT) ausweist.

## Auszeichnungen
- 6. Juni 1939: Spanienkreuz mit Schwertern in Silber
- 10. Juni 1940: Verwundetenabzeichen in Schwarz
- 20. Januar 1943: Kriegsverdienstkreuz mit Schwertern I. Klasse
- Großes Verdienstkreuz des Verdienstordens der Bundesrepublik Deutschland